# FreeMind
«FreeMind» — вільна програма для створення мап думок. FreeMind написана на Java і розповсюджується згідно із загальною публічною ліцензією GNU. Програма має розширені можливості експортування. Експорт XHTML дозволяє створити карту-схему з розгалуженою структурою і посиланнями на зовнішні джерела.

## Версії
- 1.1.0-Beta2 — 2015-02-7.
- 1.1.0-Beta1 — 2015-06-22.
- 1.0.1 — 2014-04-12.
- 1.0.0-RC5 — 2013-10-11.
- 0.9.0  — 2011-02-19.
- 0.9.0 RC10 — 2010-10-21.
- 0.9.0 RC8 — 2010-5-25.

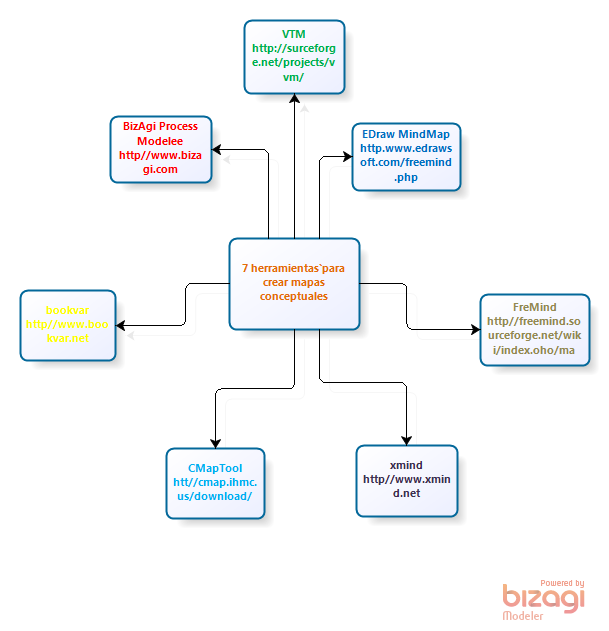
Застосунки mindmap.

- 0.9.0 β 13 випущено 2 вересня 2007.
- 0.9.0 β 9 — 2007-03-04. Для загального тестування. Включає: підтримку Java6, кращі пошук та заміну та календар, нову функцію 'сортування нащадків', у плаґін сценаріїв включено першу версію редактора сценаріїв. Також новий дизайн логотипу, світла цибулина замість метелика.
- 0.9.0 β — 2006-10-13. Додано широкий спектр інструментів форматування тексту і графічного оформлення вузлових елементів.
- 0.8.0 — 2005-09-06. Додано функцію undo, експорт у формати PNG, JPEG, PDF і SVG, вільне розташування вузлів.
- 0.7.1 — 2004-02-15. Додано хмари і графічні стрілки-посилання, також додано автоматичне збереження back-up-ів.

- 0.6.7 — 2003-10-25. Додано іконки.

## Можливості програми
Далі перераховано найвідоміші можливості FreeMind.
- Згортання гілок.
- Можливість використання HTML для форматування вузлів.
- Експорт до HTML, XHTML. Також експорт 'повністю розкритого зображення' у такі формати: PNG, JPEG, SVG та PDF-формат. Експорт до Flash лише з 8-ї бети версії 0.9.0.
- Декорування вузлів та гілок.
- Графічне зв'язування вузлів.
- Посилання на інші карти пам'яті, вебсторінки та зовнішні файли.
- Пошук по окремих гілках.
- Імпорт та експорт списків.

## Формат файлу
Карти пам'яті FreeMind — різновид XML.

## Інтеграція з Wiki проектами
- TikiWiki — двигун на зв'язці PHP/MySQL, який промальовує FreeMind з допомогою плагіна Mindmap [Архівовано 19 серпня 2008 у Wayback Machine.], при встановленому Flash чи Java на Вашому локальному комп'ютері.
- WikkaWiki — PHP/MySQL вікі проект, який підтримує відображення прикріплених карт пам'яті FreeMind.
- DokuWiki — містить плаґін FreeMind.
- Drupal — дозволяє створювати і проглядати карти пам'яті Freemind, за допомогою модуля Freemind, на базі Flash або Java. Плаґін встановлений на сервері.
- Moodle — містить фільтр Freemind на основі плаґіна на Flash чи Java.
- MoinMoin — містить плаґін FreeMind.
- JSPWiki — містить плаґін FreeMind.
- Trac — містить плаґін FreeMind.
- MediaWiki — містить плаґін FreeMind [Архівовано 18 жовтня 2007 у Wayback Machine.].
- CodeBeamer — містить плаґін FreeMind.

## Форки
На основі FreeMind створено ще принаймні 3 проекти:
- Freeplane[2], створений колишнім розробником FreeMind Дмитром Поліваєвим, де головною метою є зручність користування;
- SciPlore[3], зусилля розробників якого сфокусовані на підтримці PDF та інтеграції керування бібліографічними даними, включно з підтримкою BibTeX;
- Docear[4], спадкоємець SciPlore.